# Cyril Svozil
Cyril Svozil (16. dubna 1886 Senička – 14. září 1935 Prostějov) byl československý politik a poslanec Národního shromáždění za Československou národní demokracii, který se později podílel na založení Národní obce fašistické a dalších fašistických formací.

## Biografie
Působil dlouhodobě v Prostějově jako osvětový a sokolský organizátor. Na konci světové války patřil mezi zakladatele České státoprávní demokracie. Podle údajů k roku 1925 byl profesí advokátem v Prostějově.
Po parlamentních volbách v roce 1920 získal poslanecké křeslo v Národním shromáždění. Zvolen byl za Československou národní demokracii. Mandát ale získal až dodatečně roku 1925 jako náhradník poté, co rezignoval poslanec Karel Engliš.
Během 20. let přešel do Národní obce fašistické, kde se na sjezdu počátkem roku 1927 stal členem direktoria NOF a podílel se na prvotním vypracování programových tezí. Na funkci ale ještě v listopadu 1927 rezignoval. Začal pak vytvářet v okolí domovského Prostějova novou fašistickou organizaci nazvanou Fašistická stráž (a založil v Prostějově fašistický orientovaný list). V roce 1928 se pak tato jeho skupina dostala do ostrého politického konfliktu s původním vedením NOF okolo Radoly Gajdy. V roce 1926 se jeho jméno objevilo v zprávách policejních informátorů o připravovaném fašistickém převratu v Československu. V jeho rámci měl být Cyril Svozil jmenován předsedou vlády. Z Národní obce fašistické později vystoupil a veřejně již nevystupoval.
Zemřel v září 1935 v Prostějově na srdeční mrtvici.
Jeho zetěm byl prostějovský starosta a poúnorový předseda Národního shromáždění Oldřich John, jenž se oženil s jeho dcerou spisovatelkou Hermou Svozilovou-Johnovou.